# Haplothrips alpester
Haplothrips alpester är en insektsart som beskrevs av Hermann Priesner 1914. Haplothrips alpester ingår i släktet Haplothrips, och familjen rörtripsar. Arten är reproducerande i Sverige.